# Streptoliriinae
Streptoliriinae es una subtribu de plantas con flores perteneciente a la familia Commelinaceae.  Contiene los siguientes géneros

## Géneros
- Aetheolirion Forman
- Spatholirion Ridl.
- Streptolirion Edgew.